# Neukloster
Neukloster – miasto w Niemczech, w kraju związkowym Meklemburgia-Pomorze Przednie, w powiecie Nordwestmecklenburg (pol. Północno-zachodnia Meklemburgia), siedziba urzędu Neukloster-Warin. Położone jest około 45 km od Rostocku, 20 km na wschód od Wismaru, 32 km na północny wschód od Schwerinu nad brzegiem jeziora Neuklostersee. 
Początki osadnictwa w tym rejonie datują się na rok 1219 (założenie przez Heinricha Borwina I oraz biskupa Schwerinu Brunwarda klasztoru benedyktynów pod nazwą "Campus Solis", w 22 lata później podporządkowanego regule cystersów). W zachowanym kościele przyklasztornym znajduje się jeden z najstarszych witraży w północnych Niemczech. Od czasów reformacji kościół jest miejscem kultu wiernych wyznania luterańskiego.